# Liste der Formel-1-Rennstrecken

Weltkarte mit den Ländern, die seit 1950 Ausrichter eines Formel-1-Weltmeisterschaftslaufs sind (oder waren)

Die Liste der Formel-1-Rennstrecken führt alle Rennstrecken, auf denen Grand-Prix-Rennen im Rahmen der Formel-1-Weltmeisterschaft (bis 1980: Automobil-Weltmeisterschaft) seit ihrer ersten Austragung in der Saison 1950 stattfanden.
Nicht erfasst sind somit Rennstrecken, auf denen ausschließlich Formel-1-Rennen ohne Weltmeisterschaftsstatus stattfanden. Die Formel 1 definierte ursprünglich ein übergreifendes technisches Reglement und nur ausgewählte Weltmeisterschaftsläufe waren in der Meisterschaft zusammengefasst.

## Hintergrund
Bei der Bauart der Strecken wird grundsätzlich zwischen permanenten, semi-permanenten und temporären Rennstrecken unterschieden. Permanente Rennstrecken sind abgesperrte, dauerhaft und vorrangig für den Motorsport gebaute Strecken. Solche klassischen Rennstrecken wie der Nürburgring oder Monza waren anfangs tatsächlich noch nicht die Regel, sind in der Formel 1 bis heute jedoch der mit Abstand meistgenutzte Streckentyp.
Temporäre Rennstrecken werden dagegen auf anderweitig genutzten Flächen wie öffentlichen Straßen oder Flugplätzen eingerichtet und nach der Veranstaltung wieder abgebaut. In den ersten beiden Jahrzehnten der Automobil-Weltmeisterschaft fanden zunächst die meisten Rennen auf solchen temporären Strecken statt (z. B. Reims-Gueux, Bremgarten, Pedralbes oder das ursprüngliche Spa). Monaco ist die einzige temporäre Strecke dieser Anfangszeit, die bis heute im Kalender ist.
Mit immer höher werdenden Geschwindigkeiten stieg die Anzahl tödlicher Unfälle. Entsprechend begann ein Umdenken, das den Wechsel auf permanente Rennstrecken mit Sicherheitseinrichtungen wie z. B. Auslaufzonen, Fangzäunen und abgesperrten Zuschauerbereichen einleitete. Strecken wie Jarama, Hockenheim, Le Castellet oder auch Barcelona sind eine Folge dieses Trends. Auch die Ausweitung des Kalenders nach Übersee brachte viele permanente Strecken (u. a. Suzuka, Interlagos, Kyalami, später Sepang, Bahrain) in den Kalender.
Semi-permanente Strecken wie der Albert Park oder in Montreal stellen eine Mischform dar und haben permanente Streckenabschnitte und/oder Boxenanlagen, nutzen aber auch Streckenteile, die lediglich für Rennveranstaltungen abgesperrt werden. Seit den 2010er Jahren haben temporäre Straßenkurse bzw. semi-permanente Strecken in Ballungsgebieten wieder einen Boom (z. B. Singapur, Baku, Jeddah, Las Vegas Strip).
Heute müssen alle Formel-1-Rennstrecken den höchsten Sicherheitsanforderungen (FIA-Grad-1) der FIA entsprechen und werden durch Kommissare der FIA abgenommen. Der Streckenbelag muss aus Asphalt bestehen. Die Kurse sollten nicht länger als 7 km sein. Die Mindestlänge einer Rennstrecke für Formel-1-Rennen beträgt 3,5 km. Einzige Ausnahme im aktuellen Grand-Prix-Kalender ist der Circuit de Monaco mit 3,337 km.
Für die genaueren Streckendimensionen bestehen weitgehende Vorgaben, das FIA-Regelwerk erlaubt in Einzelfällen jedoch auch Ausnahmen, die bei der regelmäßigen Inspektion abgenommen werden. So soll die Mindestbreite jeder neu zugelassenen permanenten Strecke 12 m betragen, auf der Startgeraden bis zum Ende der ersten Kurve sogar 15 m. Auf temporären Strecken wie z. B. Baku sind Ausnahmen wie auch in anderen Einzelfällen möglich. Das Längsgefälle ist im Verhältnis zur Geschwindigkeit reglementiert. Die Startgerade soll nicht mehr als 2 % Gefälle aufweisen und das Gefälle quer zur Fahrtrichtung soll für die Drainage 1,5 bis 3 % betragen. Die Überhöhung von Kurven soll 10 % (5,7 °) nicht überschreiten (Ausnahmen hier: z. B. Zandvoort oder für Ovalrennen). Jeder Startplatz muss eine Länge von 8 m vorweisen.
Darüber hinaus bestehen konkrete Anforderungen an die Infrastruktur der Strecke, insbesondere die Streckensicherheit, das Medical Center und die dortige medizinische Ausstattung.

## Liste der Formel-1-Rennstrecken
Erläuterungen zu den einzelnen Spalten:
1. Die Rennstrecken sind in der folgenden Tabelle alphabetisch in der Spalte „Bezeichnung“ aufgelistet. Bei Umbenennungen sind die Daten zur Zeit des letzten Formel-1-Rennens verwendet worden – der aktuelle Streckenname ist dann in Klammern angegeben, ebenso mögliche Alternativbezeichnungen. Bei der Sortierung werden Namenszusätze wie Autodromo bzw. Circuit oder Internacional bzw. Nazionale nicht berücksichtigt.
2. In den Spalten unter „Austragung“ wird der Zeitraum sowie die Anzahl der Austragungen eines Formel-1-Rennens auf der jeweiligen Strecke angegeben. Dabei geben die beiden Saisonangaben die erste und letzte Austragung an– und bedeuten nicht zwingend eine durchgehende Nutzung.
3. Die Spalten unter „Layout“ und „Streckenlänge“ geben u. a. die Streckenskizze, Fahrtrichtung und verschiedene Streckenlängen an. Bei Rennstrecken, die aktuell nicht mehr für Rennen der Formel-1-Weltmeisterschaft genutzt werden, stammen die Angaben von der letzten Austragung.
4. In der Spalte „Bauart“ wird die Strecke zwischen permanent, semi-permanent und temporär unterschieden. Die einzelnen Ausprägungen sind oben näher erläutert. Bei semi-permanenten und temporären Rennstrecken ist in der Spalte die Hauptnutzung der Strecke in der Spalte Bauart in Klammern aufgeführt.

Rennstrecken, auf denen in der Formel-1-Weltmeisterschaft 2025 Formel-1-Rennen ausgetragen werden, sind grau hinterlegt.
Datenstand: Großer Preis von Saudi-Arabien 2025
|                                                                                       | Streckenstandort      | Streckenstandort             |                                                                   | Austragung | Austragung | Austragung | Layout                                             | Layout              | Streckenlänge | Streckenlänge | Streckenlänge |                                             |
| Bezeichnung                                                                           | Ort                   | Land                         | Veranstaltung                                                     | von        | bis        | Anz.       | Strecken- führung                                  | Fahrt- richtung     | kürzeste      | längste       | letzte        | Bauart                                      |
| ------------------------------------------------------------------------------------- | --------------------- | ---------------------------- | ----------------------------------------------------------------- | ---------- | ---------- | ---------- | -------------------------------------------------- | ------------------- | ------------- | ------------- | ------------- | ------------------------------------------- |
| Adelaide Street Circuit                                                               | Adelaide              | Australien                   | GP von Australien                                                 | 1985       | 1995       | 11         | Adelaide Straßenkurs                               | im Uhrzeigersinn    | 03,778 km     | 03,780 km     | 03,780 km     | semi-permanent (Stadtkurs)                  |
| Circuit d’Ain-Diab                                                                    | Casablanca            | Marokko                      | GP von Marokko                                                    | 1958       | 1958       | 1          | Circuit d’Ain-Diab                                 | im Uhrzeigersinn    | 07,618 km     | 07,618 km     | 07,618 km     | temporär (Landstraßen)                      |
| Aintree Circuit                                                                       | Liverpool             | Vereinigtes Konigreich       | GP von Großbritannien                                             | 1955       | 1962       | 5          | Aintree Circuit                                    | im Uhrzeigersinn    | 04,828 km     | 04,828 km     | 04,828 km     | permanent                                   |
| Albert Park Circuit                                                                   | Melbourne             | Australien                   | GP von Australien                                                 | 1996       | 2025       | 28         | Albert Park Circuit                                | im Uhrzeigersinn    | 05,278 km     | 05,303 km     | 05,278 km     | semi-permanent (Stadtpark)                  |
| Autódromo Internacional do Algarve                                                    | Portimão              | Portugal                     | GP von Portugal                                                   | 2020       | 2021       | 2          | Autódromo Internacional do Algarve                 | im Uhrzeigersinn    | 04,635 km     | 04,635 km     | 04,635 km     | permanent                                   |
| Circuit of The Americas (kurz COTA)                                                   | Austin                | Vereinigte Staaten           | GP der USA                                                        | 2012       | 2024       | 12         | Circuit of The Americas                            | gegen Uhrzeigersinn | 05,516 km     | 05,516 km     | 05,516 km     | permanent                                   |
| AVUS (kurz für: Automobil- und Verkehrsübungsstraße)                                  | Berlin                | Deutschland                  | GP von Deutschland                                                | 1959       | 1959       | 1          | AVUS                                               | gegen Uhrzeigersinn | 08,30 km      | 08,30 km      | 08,30 km      | semi-permanent (Autobahn)                   |
| Bahrain International Circuit                                                         | as-Sachir             | Bahrain                      | GP von Bahrain, GP von Sachir                                     | 2004       | 2025       | 22         | Bahrain International Circuit                      | im Uhrzeigersinn    | 03,543 km     | 06,299 km     | 05,412 km     | permanent                                   |
| Baku City Circuit                                                                     | Baku                  | Aserbaidschan                | GP von Europa, GP von Aserbaidschan                               | 2016       | 2024       | 8          | Baku City Circuit                                  | gegen Uhrzeigersinn | 06,003 km     | 06,003 km     | 06,003 km     | temporär (Stadtkurs)                        |
| Circuit de Barcelona-Catalunya (zuvor Circuit de Catalunya)                           | Barcelona             | Spanien                      | GP von Spanien                                                    | 1991       | 2024       | 34         | Circuit de Catalunya                               | im Uhrzeigersinn    | 04,627 km     | 04,747 km     | 04,675 km     | permanent                                   |
| Circuito da Boavista                                                                  | Porto                 | Portugal                     | GP von Portugal                                                   | 1958       | 1960       | 2          | Circuito da Boavista                               | gegen Uhrzeigersinn | 07,407 km     | 07,407 km     | 07,407 km     | temporär (Stadtkurs)                        |
| Brands Hatch                                                                          | Dartford              | Vereinigtes Konigreich       | GP von Großbritannien, GP von Europa                              | 1964       | 1986       | 14         | Brands Hatch                                       | im Uhrzeigersinn    | 04,207 km     | 04,719 km     | 04,207 km     | permanent                                   |
| Bremgarten-Rundstrecke                                                                | Bern                  | Schweiz                      | GP der Schweiz                                                    | 1950       | 1954       | 5          | Bremgarten                                         | im Uhrzeigersinn    | 07,280 km     | 07,280 km     | 07,280 km     | temporär (Stadtpark)                        |
| Buddh International Circuit                                                           | Greater Noida         | Indien                       | GP von Indien                                                     | 2011       | 2013       | 3          | Buddh International Circuit                        | im Uhrzeigersinn    | 05,125 km     | 05,125 km     | 05,125 km     | permanent                                   |
| Autódromo de Buenos Aires                                                             | Buenos Aires          | Argentinien                  | GP von Argentinien                                                | 1953       | 1998       | 20         | Autódromo Juan y Oscar Alfredo Gálvez              | im Uhrzeigersinn    | 03,345 km     | 05,968 km     | 04,259 km     | permanent                                   |
| Circuit Bugatti (auch Le Mans)                                                        | Le Mans               | Frankreich                   | GP von Frankreich                                                 | 1967       | 1967       | 1          | Bugatti                                            | im Uhrzeigersinn    | 04,422 km     | 04,422 km     | 04,422 km     | permanent                                   |
| Caesars Palace Grand Prix Circuit                                                     | Las Vegas             | Vereinigte Staaten           | GP von Las Vegas                                                  | 1981       | 1982       | 2          | Caesars Palace                                     | gegen Uhrzeigersinn | 03,650 km     | 03,650 km     | 03,650 km     | temporär (Parkplatz)                        |
| Circuit de Charade                                                                    | Clermont-Ferrand      | Frankreich                   | GP von Frankreich                                                 | 1965       | 1972       | 4          | Circuit de Charade                                 | im Uhrzeigersinn    | 08,055 km     | 08,055 km     | 08,055 km     | permanent                                   |
| Detroit Street Circuit                                                                | Detroit               | Vereinigte Staaten           | GP der USA Ost, GP der USA                                        | 1982       | 1988       | 7          | Detroit Street Circuit                             | gegen Uhrzeigersinn | 04,023 km     | 04,023 km     | 04,023 km     | temporär (Stadtkurs)                        |
| Circuit de Dijon-Prenois                                                              | Dijon                 | Frankreich                   | GP von Frankreich, GP der Schweiz                                 | 1974       | 1984       | 6          | Circuit de Dijon-Prenois                           | im Uhrzeigersinn    | 03,289 km     | 03,801 km     | 03,801 km     | permanent                                   |
| Donington Park                                                                        | Castle Donington      | Vereinigtes Konigreich       | GP von Europa                                                     | 1993       | 1993       | 1          | Donington Park                                     | im Uhrzeigersinn    | 04,023 km     | 04,023 km     | 04,023 km     | permanent                                   |
| Autodromo Enzo e Dino Ferrari (zuvor Autodromo Dino Ferrari)                          | Imola                 | Italien                      | GP von San Marino, GP von Italien, GP der Emilia-Romagna          | 1980       | 2024       | 31         | Autodromo Enzo e Dino Ferrari                      | gegen Uhrzeigersinn | 04,892 km     | 05,040 km     | 04,909 km     | permanent                                   |
| Circuito do Estoril                                                                   | Estoril               | Portugal                     | GP von Portugal                                                   | 1984       | 1996       | 13         | Autódromo do Estoril                               | im Uhrzeigersinn    | 04,350 km     | 04,360 km     | 04,360 km     | permanent                                   |
| Fair Park                                                                             | Dallas                | Vereinigte Staaten           | GP der USA                                                        | 1984       | 1984       | 1          | Fair Park                                          | gegen Uhrzeigersinn | 03,901 km     | 03,901 km     | 03,901 km     | temporär (Stadtkurs)                        |
| Fuji Speedway                                                                         | Oyama                 | Japan                        | GP von Japan                                                      | 1976       | 2008       | 4          | Fuji Speedway                                      | im Uhrzeigersinn    | 04,359 km     | 04,563 km     | 04,563 km     | permanent                                   |
| Circuit Gilles-Villeneuve                                                             | Montreal              | Kanada                       | GP von Kanada                                                     | 1978       | 2024       | 43         | Circuit Gilles-Villeneuve                          | im Uhrzeigersinn    | 04,390 km     | 04,450 km     | 04,361 km     | semi-permanent (Stadtkurs)                  |
| Autódromo Hermanos Rodríguez                                                          | Mexiko-Stadt          | Mexiko                       | GP von Mexiko                                                     | 1963       | 2024       | 24         | Autódromo Hermanos Rodríguez                       | im Uhrzeigersinn    | 04,313 km     | 05,000 km     | 04,313 km     | permanent                                   |
| Hockenheimring Baden-Württemberg (zuvor nur Hockenheimring)                           | Hockenheim            | Deutschland                  | GP von Deutschland                                                | 1970       | 2019       | 37         | Hockenheimring                                     | im Uhrzeigersinn    | 04,574 km     | 06,825 km     | 04,574 km     | permanent                                   |
| Hungaroring                                                                           | Budapest              | Ungarn                       | GP von Ungarn                                                     | 1986       | 2024       | 39         | Hungaroring                                        | im Uhrzeigersinn    | 03,968 km     | 04,381 km     | 04,381 km     | permanent                                   |
| Indianapolis Motor Speedway                                                           | Indianapolis          | Vereinigte Staaten           | Indianapolis 500, GP der USA                                      | 1950       | 2007       | 19         | Indianapolis Motor Speedway                        | bis 1960: ab 2000:  | 04,023 km     | 04,195 km     | 04,192 km     | permanent                                   |
| Interlagos (auch Autódromo José Carlos Pace)                                          | São Paulo             | Brasilien                    | GP von Brasilien, GP von São Paulo                                | 1973       | 2024       | 41         | Interlagos, Autodromo José Carlos Pace             | gegen Uhrzeigersinn | 04,292 km     | 07,960 km     | 04,309 km     | permanent                                   |
| Istanbul Park Circuit                                                                 | Istanbul              | Turkei                       | GP der Türkei                                                     | 2005       | 2021       | 9          | Istanbul Autodrom Circuit                          | gegen Uhrzeigersinn | 05,338 km     | 05,338 km     | 05,338 km     | permanent                                   |
| Circuito del Jarama                                                                   | Madrid                | Spanien                      | GP von Spanien                                                    | 1968       | 1981       | 9          | Circuito del Jarama                                | im Uhrzeigersinn    | 03,312 km     | 03,404 km     | 03,312 km     | permanent                                   |
| Jeddah Corniche Circuit                                                               | Dschidda              | Saudi-Arabien                | GP von Saudi-Arabien                                              | 2021       | 2025       | 5          | Jeddah Street Circuit                              | gegen Uhrzeigersinn | 6,175 km      | 6,175 km      | 6,175 km      | temporär (Stadtkurs)                        |
| Circuito de Jerez                                                                     | Jerez de la Frontera  | Spanien                      | GP von Spanien, GP von Europa                                     | 1986       | 1997       | 7          | Circuito de Jerez                                  | im Uhrzeigersinn    | 04,218 km     | 04,428 km     | 04,428 km     | permanent                                   |
| Korean International Circuit                                                          | Yeongam               | Korea Sud                    | GP von Korea                                                      | 2010       | 2013       | 4          | Korean Circuit                                     | gegen Uhrzeigersinn | 05,615 km     | 05,615 km     | 05,615 km     | permanent                                   |
| Kyalami Grand Prix Circuit                                                            | Kyalami               | Sudafrika                    | GP von Südafrika                                                  | 1967       | 1993       | 20         | Kyalami Circuit                                    | bis 1985: ab 1992:  | 04,094 km     | 04,261 km     | 04,261 km     | permanent                                   |
| Las Vegas Strip Circuit                                                               | Las Vegas             | Vereinigte Staaten           | GP von Las Vegas                                                  | 2023       | 2024       | 2          | Las Vegas Strip Circuit                            | gegen Uhrzeigersinn | 06,201 km     | 06,201 km     | 06,201 km     | temporär (Stadtkurs)                        |
| Long Beach Grand Prix Circuit                                                         | Long Beach            | Vereinigte Staaten           | GP der USA West                                                   | 1976       | 1983       | 8          | Long Beach Straßenkurs                             | im Uhrzeigersinn    | 03,251 km     | 03,428 km     | 03,275 km     | temporär (Stadtkurs)                        |
| Losail International Circuit                                                          | Doha                  | Katar                        | GP von Katar                                                      | 2021       | 2024       | 3          | Losail International Circuit                       | im Uhrzeigersinn    | 05,380 km     | 05,380 km     | 05,380 km     | permanent                                   |
| Magny-Cours Circuit (auch Circuit Nevers Magny-Cours)                                 | Nevers                | Frankreich                   | GP von Frankreich                                                 | 1991       | 2008       | 18         | Magny-Cours Circuit                                | im Uhrzeigersinn    | 04,250 km     | 04,411 km     | 04,411 km     | permanent                                   |
| Marina Bay Street Circuit                                                             | Singapur              | Singapur                     | GP von Singapur                                                   | 2008       | 2024       | 15         | Marina Bay Street Circuit                          | gegen Uhrzeigersinn | 05,067 km     | 05,067 km     | 05,067 km     | semi-permanent (Stadtkurs)                  |
| Miami International Autodrome                                                         | Miami                 | Vereinigte Staaten           | GP von Miami                                                      | 2022       | 2024       | 3          | Miami International Autofädrome                    | gegen Uhrzeigersinn | 05,412 km     | 05,412 km     | 05,412 km     | temporär (Stadtkurs)                        |
| Circuit de Monaco                                                                     | Monaco                | Monaco                       | GP von Monaco                                                     | 1950       | 2024       | 70         | Circuit de Monaco                                  | im Uhrzeigersinn    | 03,145 km     | 03,370 km     | 03,340 km     | temporär (Stadtkurs)                        |
| Circuito de Monsanto                                                                  | Lissabon              | Portugal                     | GP von Portugal                                                   | 1959       | 1959       | 1          | Monsanto Park                                      | im Uhrzeigersinn    | 05,440 km     | 05,440 km     | 05,440 km     | permanent                                   |
| Circuit de Montjuïc                                                                   | Barcelona             | Spanien                      | GP von Spanien                                                    | 1969       | 1975       | 4          | Montjuïc Park                                      | gegen Uhrzeigersinn | 03,791 km     | 03,791 km     | 03,791 km     | temporär (Stadtkurs)                        |
| Circuit Mont-Tremblant                                                                | Saint-Jovite          | Kanada                       | GP von Kanada                                                     | 1968       | 1970       | 2          | Mont-Tremblant                                     | im Uhrzeigersinn    | 04,265 km     | 04,265 km     | 04,265 km     | permanent                                   |
| Autodromo Nazionale Monza                                                             | Monza                 | Italien                      | GP von Italien                                                    | 1950       | 2024       | 74         | Autodromo Nazionale Monza                          | im Uhrzeigersinn    | 05,750 km     | 10,000 km     | 05,793 km     | permanent                                   |
| Mosport Park                                                                          | Bowmanville           | Kanada                       | GP von Kanada                                                     | 1967       | 1977       | 9          | Mosport Park                                       | im Uhrzeigersinn    | 03,957 km     | 03,957 km     | 03,957 km     | permanent                                   |
| Autodromo Internazionale del Mugello                                                  | Scarperia e San Piero | Italien                      | GP der Toskana                                                    | 2020       | 2020       | 1          |                                                    | im Uhrzeigersinn    | 05,245 km     | 5,245 km      | 05,245 km     | permanent                                   |
| Autódromo Internacional Nelson Piquet                                                 | Rio de Janeiro        | Brasilien                    | GP von Brasilien                                                  | 1978       | 1989       | 10         | Jacarepagua, Autódromo Internacional Nelson Piquet | gegen Uhrzeigersinn | 05,031 km     | 05,031 km     | 05,031 km     | permanent                                   |
| Nivelles-Baulers Circuit                                                              | Nivelles              | Belgien                      | GP von Belgien                                                    | 1972       | 1974       | 2          | Nivelles-Baulers Circuit                           | im Uhrzeigersinn    | 03,724 km     | 03,724 km     | 03,724 km     | permanent                                   |
| Nürburgring                                                                           | Nürburg               | Deutschland                  | GP von Deutschland, GP von Europa, GP von Luxemburg, GP der Eifel | 1951       | 2020       | 41         | Nürburgring                                        | im Uhrzeigersinn    | 04,542 km     | 22,835 km     | 05,148 km     | permanent                                   |
| Circuit Paul Ricard (auch Le Castellet)                                               | Le Castellet          | Frankreich                   | GP von Frankreich                                                 | 1971       | 2022       | 18         | Circuit Paul Ricard                                | im Uhrzeigersinn    | 03,813 km     | 05,842 km     | 5,842 km      | permanent                                   |
| Circuit de Pedralbes                                                                  | Barcelona             | Spanien                      | GP von Spanien                                                    | 1951       | 1954       | 2          | Pedralbes Circuit                                  | im Uhrzeigersinn    | 06,316 km     | 06,316 km     | 06,316 km     | temporär (Landstraßen)                      |
| Circuito di Pescara                                                                   | Pescara               | Italien                      | GP von Pescara                                                    | 1957       | 1957       | 1          | Circuito di Pescara                                | im Uhrzeigersinn    | 25,838 km     | 25,838 km     | 25,838 km     | temporär (Landstraßen)                      |
| Phoenix Street Circuit                                                                | Phoenix               | Vereinigte Staaten           | GP der USA                                                        | 1989       | 1991       | 3          | Phoenix Street Circuit                             | gegen Uhrzeigersinn | 03,721 km     | 03,800 km     | 03,721 km     | temporär (Stadtkurs)                        |
| Prince George Circuit                                                                 | East London           | Sudafrika                    | GP von Südafrika                                                  | 1962       | 1965       | 3          | Prince George Circuit                              | im Uhrzeigersinn    | 03,920 km     | 03,920 km     | 03,920 km     | permanent                                   |
| Red Bull Ring (zuvor Österreichring, A1-Ring)                                         | Spielberg             | Osterreich                   | GP von Österreich, GP der Steiermark                              | 1970       | 2024       | 38         | Red Bull Ring                                      | im Uhrzeigersinn    | 04,318 km     | 05,942 km     | 04,326 km     | permanent                                   |
| Circuit de Reims-Gueux                                                                | Reims                 | Frankreich                   | GP von Frankreich                                                 | 1950       | 1966       | 11         | Circuit de Reims-Gueux                             | im Uhrzeigersinn    | 07,815 km     | 08,347 km     | 08,302 km     | temporär (Landstraßen)                      |
| Riverside International Raceway                                                       | Riverside             | Vereinigte Staaten           | GP der USA                                                        | 1960       | 1960       | 1          | Riverside International Raceway                    | im Uhrzeigersinn    | 05,271 km     | 05,271 km     | 05,271 km     | permanent                                   |
| Rouen-les-Essarts                                                                     | Rouen                 | Frankreich                   | GP von Frankreich                                                 | 1952       | 1968       | 5          | Rouen-les-Essarts                                  | im Uhrzeigersinn    | 05,100 km     | 06,542 km     | 06,542 km     | temporär (Landstraßen)                      |
| Scandinavian Raceway                                                                  | Anderstorp            | Schweden                     | GP von Schweden                                                   | 1973       | 1978       | 6          | Scandinavian Raceway                               | im Uhrzeigersinn    | 04,018 km     | 04,031 km     | 04,031 km     | permanent                                   |
| Sebring Raceway                                                                       | Sebring               | Vereinigte Staaten           | GP der USA                                                        | 1959       | 1959       | 1          | Sebring Raceway                                    | im Uhrzeigersinn    | 08,369 km     | 08,369 km     | 08,369 km     | permanent                                   |
| Sepang International Circuit                                                          | Sepang                | Malaysia                     | GP von Malaysia                                                   | 1999       | 2017       | 19         | Sepang International Circuit                       | im Uhrzeigersinn    | 05,542 km     | 05,543 km     | 05,543 km     | permanent                                   |
| Shanghai International Circuit                                                        | Shanghai              | China Volksrepublik          | GP von China                                                      | 2004       | 2025       | 18         | Shanghai International Circuit                     | im Uhrzeigersinn    | 05,451 km     | 05,451 km     | 05,451 km     | permanent                                   |
| Silverstone Circuit                                                                   | Silverstone           | Vereinigtes Konigreich       | GP von Großbritannien, GP des 70-jährigen Jubiläums               | 1950       | 2024       | 59         | Silverstone Circuit                                | im Uhrzeigersinn    | 04,649 km     | 05,901 km     | 05,891 km     | permanent                                   |
| Sochi Autodrom                                                                        | Sotschi               | Russland                     | GP von Russland                                                   | 2014       | 2021       | 8          | Sochi International Street Circuit                 | im Uhrzeigersinn    | 05,848 km     | 05,848 km     | 05,848 km     | semi-permanent (Olympiapark, 1,7 km Straße) |
| Circuit de Spa-Francorchamps                                                          | Spa                   | Belgien                      | GP von Belgien                                                    | 1950       | 2024       | 57         | Spa-Francorchamps                                  | im Uhrzeigersinn    | 06,968 km     | 14,120 km     | 07,004 km     | permanent                                   |
| Suzuka International Racing Course                                                    | Suzuka                | Japan                        | GP von Japan                                                      | 1987       | 2025       | 35         | Sushi International Racing Course                  | in Form einer Acht  | 05,807 km     | 05,864 km     | 05,807 km     | permanent                                   |
| Tanaka International Circuit (auch Aida Circuit, heute Okayama International Circuit) | Aida                  | Japan                        | GP des Pazifiks                                                   | 1994       | 1995       | 2          | Tanaka International Circuit                       | im Uhrzeigersinn    | 03,703 km     | 03,703 km     | 03,703 km     | permanent                                   |
| Valencia Street Circuit                                                               | Valencia              | Spanien                      | GP von Europa                                                     | 2008       | 2012       | 5          | Valencia Street Circuit                            | im Uhrzeigersinn    | 05,419 km     | 05,419 km     | 05,419 km     | semi-permanent (Stadtkurs)                  |
| Watkins Glen International                                                            | New York              | Vereinigte Staaten           | GP der USA, GP der USA Ost                                        | 1961       | 1980       | 20         | Watkins Glen International                         | im Uhrzeigersinn    | 03,701 km     | 05,435 km     | 05,435 km     | permanent                                   |
| Yas Marina Circuit                                                                    | Abu Dhabi             | Vereinigte Arabische Emirate | GP von Abu Dhabi                                                  | 2009       | 2024       | 16         | Yas Marina Circuit                                 | gegen Uhrzeigersinn | 05,281 km     | 05,554 km     | 05,281 km     | permanent                                   |
| Circuit Park Zandvoort                                                                | Zandvoort             | Niederlande                  | GP der Niederlande                                                | 1952       | 2024       | 34         |                                                    | im Uhrzeigersinn    | 04,193 km     | 04,320 km     | 04,320 km     | permanent                                   |
| Flugplatz Zeltweg                                                                     | Zeltweg               | Osterreich                   | GP von Österreich                                                 | 1964       | 1964       | 1          | Zeltweg Flugplatzgelände (Rennstrecke)             | im Uhrzeigersinn    | 03,230 km     | 03,230 km     | 03,230 km     | temporär (Flugplatz)                        |
| Circuit Zolder                                                                        | Heusden-Zolder        | Belgien                      | GP von Belgien                                                    | 1973       | 1984       | 10         | Circuit Zolder                                     | im Uhrzeigersinn    | 04,220 km     | 04,262 km     | 04,262 km     | permanent                                   |

1. ↑  Indianapolis 1950–1960: Der Ovalkurs wird gegen den Uhrzeigersinn befahren.
2. ↑  Indianapolis 2000–2007: Der Straßenkurs wird im Uhrzeigersinn befahren.

| Zeichen                          | Bedeutung                                                                                         |
| -------------------------------- | ------------------------------------------------------------------------------------------------- |
| grau hinterlegt                  | Strecken, auf denen in der Saison 2025 Formel-1-Rennen ausgetragen werden.                        |
| Symbol für „Im-Uhrzeigersinn“    | Fahrtrichtung im Uhrzeigersinn.                                                                   |
| Symbol für „Gegen-Uhrzeigersinn“ | Fahrtrichtung entgegen Uhrzeigersinn.                                                             |
| Symbol einer „Acht“              | Die Streckenführung ist in einer Acht angelegt und der erste Teil wird im Uhrzeigersinn befahren. |

## Nach Nationen

Nation mit den meisten Formel-1-Rennstrecken: Vereinigte Staaten

Die folgende Tabelle listet alle Nationen mit mindestens zwei verschiedenen Austragungsorten nach der Anzahl an Formel-1-Rennstrecken. Zudem zeigt sie die Gesamtzahl der Austragungen sowie die genutzten Rennstrecken.
Darüber hinaus gibt es noch 20 weitere Nationen mit jeweils lediglich einer genutzten Strecke. Mit bisher 70 Austragungen fanden die meisten Rennen dieser Nationen in Monaco statt.
Die Nationen, die im Rahmen der Formel-1-Weltmeisterschaft 2025 mit Strecken vertreten sind, sind grau hinterlegt.
Datenstand: Großer Preis von Saudi-Arabien 2025
| Platz | Nation                 | Anzahl Strecken | Jahre                                                              | Austragungen | Rennstrecken (Austragungen) |
| ----- | ---------------------- | --------------- | ------------------------------------------------------------------ | ------------ | --- |
| 01    | Vereinigte Staaten     | 12              | 1950–1991, 2000–2007, 2012–2019, 2021–2024                         | 079          | Watkins Glen (20), Indianapolis (19), Circuit of The Americas (12), Long Beach (8), Detroit (7), Phoenix (3), Miami (3), Las Vegas Strip (2), Las Vegas Caesars Palace (2), Dallas Fair Park, Riverside, Sebring (je 1) |
| 02    | Frankreich             | 07              | 1950–2008, 2018–2022                                               | 063          | Le Castellet, Magny-Cours, Reims-Gueux (11), Dijon-Prenois (6), Rouen-les-Essarts (5), Clermont-Ferrand (4), Circuit Bugatti (1)                                                                                        |
| 03    | Spanien                | 06              | 1951, 1954, 1968–1979, 1981, 1986–2024                             | 061          | Barcelona-Catalunya (34), Jarama (9), Jerez (7), Valencia (5), Barcelona-Montjuïc (4), Pedralbes (2) |
| 04    | Italien                | 04              | 1950–2024                                                          | 107          | Monza (74), Imola (31), Pescara, Mugello (je 1) |
| 0     | Vereinigtes Königreich | 04              | 1950–2024                                                          | 079          | Silverstone (59), Brands Hatch (14), Aintree (5), Donington (1) |
| 0     | Portugal               | 04              | 1958–1960, 1984–1996, 2020–2021                                    | 018          | Estoril (13), Boavista, Portimão (je 2), Monsanto (1) |
| 07    | Deutschland            | 03              | 1951–1954, 1956–1959, 1961–2014, 2016, 2018–2020                   | 079          | Nürburgring (41), Hockenheimring (37), AVUS (1) |
| 0     | Belgien                | 03              | 1950–1956, 1958, 1960–1968, 1970, 1972–2002, 2004, 2005, 2007–2024 | 069          | Spa-Francorchamps (57), Zolder (10), Nivelles-Baulers (2) |
| 0     | Japan                  | 03              | 1976, 1977, 1987–2019, 2022–2025                                   | 041          | Suzuka (35), Fuji (4), Tanaka (2) |
| 0     | Kanada                 | 03              | 1967–1974, 1976–1986, 1988–2008, 2010–2019, 2022–2024              | 053          | Montreal (43), Mosport Park (8), Mont-Tremblant (2) |
| 11    | Australien             | 02              | 1985–2019, 2022–2025                                               | 039          | Albert Park (28), Adelaide (11) |
| 0     | Brasilien              | 02              | 1973–2019, 2021–2024                                               | 051          | Interlagos (41), Rio de Janeiro (10) |
| 0     | Österreich             | 02              | 1964, 1970–1987, 1997–2003, 2014–2024                              | 039          | Red Bull Ring (38), Flugplatz Zeltweg (1) |
| 0     | Südafrika              | 02              | 1962, 1963, 1965, 1967–1980, 1982–1985, 1992, 1993                 | 023          | Kyalami (20), Prince George Circuit (3) |

unterstrichen = in der Saison 2025 im Rennkalender enthalten

## Statistik und Wissenswertes
- Der Silverstone Circuit war 1950 die erste Rennstrecke, auf der ein Rennen zur Automobil-Weltmeisterschaft veranstaltet wurde.
- Die von 1950 bis einschließlich 2024 innerhalb der WM gewerteten Läufe wurden auf 77 Rennstrecken in 34 Ländern ausgetragen.
- 55 Strecken sind im Uhrzeigersinn angelegt, 19 Kurse gegen den Uhrzeigersinn. Hinzu kommen drei Sonderfälle: Der Indianapolis Motor Speedway wurde bis 1960 gegen den Uhrzeigersinn befahren, ab 2000 im Uhrzeigersinn; dasselbe gilt für den Kyalami Grand Prix Circuit. Die Streckenführung des Suzuka International Racing Course hat als einzige Strecke die Form einer Acht.
- Nur auf dem Nürburgring fanden Grand Prix unter vier verschiedenen Titeln statt, und zwar als Großer Preis von Deutschland, Großer Preis von Luxemburg, Großer Preis von Europa und Großer Preis der Eifel. Zehn andere Strecken hatten zwischenzeitlich zwei verschiedene Titel.
- Mit 25,838 km war der 1957er Circuito di Pescara der längste Rennkurs, die 1955 bis 1972 genutzte Variante des Circuit de Monaco mit 3,145 km der kürzeste.
- Das Indianapolis 500 war von 1950 bis 1960 offizieller Lauf zur Automobil-Weltmeisterschaft. Hierbei handelte es sich um die einzigen Rennen in der Geschichte der Meisterschaft, die auf einem Ovalkurs stattfanden.